# Elétricos de Braga

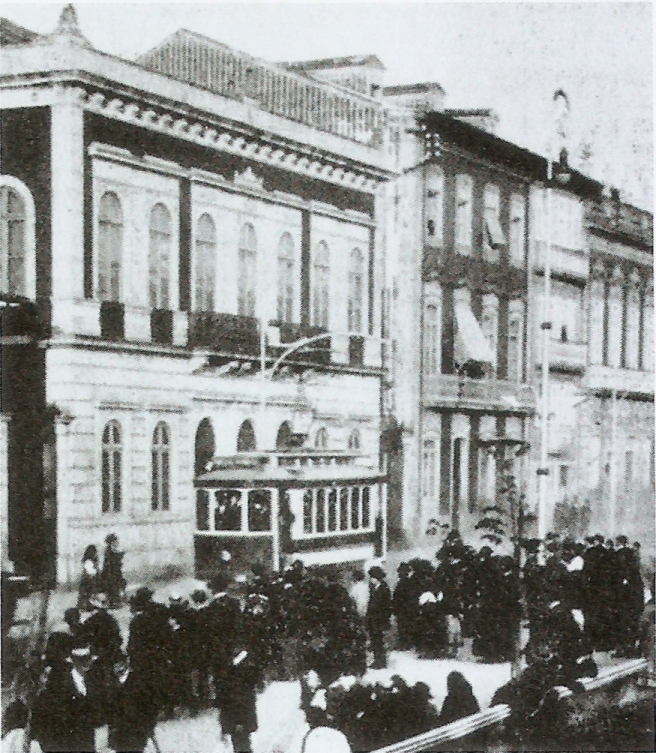
Primeiro dia de circulação, em 1914.

A rede de Elétricos de Braga foi uma rede de transporte ferroviário ligeiro público coletivo urbano, de tração elétrica e via não-segregada, que existiu entre 1914 e 1963 nesta cidade do noroeste de Portugal. Herdou a infraestrutura preexistente de um sistema anterior, de tração animal e, por breve período, térmica a vapor.

## História
Já em 1905 a Companhia Carris e Ascensor lança o projecto para substituir toda a frota de “americanos” por composições elétricas e acrescentar fiação aérea para a sua alimentação, mas a câmara municipal mostrou-se desinteressada pelo assunto. Poucos meses mais tarde, o assunto “incendiou” a cidade com o aparecimento de uma nova companhia, constituída por capitalistas e empresários de Braga e do Porto, e depois ainda o interesse da Companhia Viação de Lisboa. A instabilidade gerada pelo fim da monarquia e o início da república arrefeceu e atrasou o processo até 1912.
O sistema foi finalmente inaugurado a 5 de Outubro de 1914, substituindo a frota do “carro americano” e de comboio urbano a vapor. Durante a cerimónia de inauguração, os elétricos foram ao Bom Jesus, e depois voltaram para a Praça da República, onde eram aguardados por centenas de pessoas.
Para abastecer os elétricos foram instalados na Rua da Cruz de Pedra geradores elétricos a vapor. O sistema era alimentado, como habitual, em corrente contínua, na tensão relativamente alta, para a época, de 700 V e com a particularidade mundialmente rara de ter o pólo positivo na linha aérea e o negativo nos carris, causa de perdas na alimentação. A central elétrica, além de alimentar os carros elétricos, também servia para a iluminação da cidade.
A frota ostentava primeiramente libré vermelha, posteriormente alterada para amarela. Em dias de grande afluência podia-se registar uma lotação excecional de 200 passageiros em composições de carro-motor e um atrelado, ultrapassando largamente a respetiva capacidade nominal. Após a descontinuação do serviço, em 1963, toda a frota foi desmantelada num sucateiro do Porto, que a havia adquirido a peso à Câmara Municipal de Braga por 111 mil escudos. Subsiste o carro-elevador, musealizado em Coimbra; este foi usado para reparação da rede aérea mesmo após a substituição dos elétricos por tróleicarros.
Na década de 1920 a linha um e dois (ida a volta do mesmo trajeto) passaram a ser designadas como apenas linha um, e foi criada uma nova linha dois. A linha um, desde o Largo da Estação até ao Pórtico do Elevador do Bom Jesus do Monte, foi inaugurada a 18 de Outubro de 1914, e a linha dois, que ligava a Ponte de S. João ao Cemitério de Monte de Arcos, foi inaugurada em 30 de Junho de 1923. Esta nova linha iniciava no Parque da Ponte, passava a Rua das Águas (actual Avenida da Liberdade), intersetava com a linha um na Avenida Central, seguia pela Rua dos Chãos, pela Rua de São Vicente, e terminava no Largo de Monte d’Arcos.
Nos primeiros anos de funcionamento, os eléctricos funcionavam quase sempre vazios, uma vez que as tarifas demasiado elevadas afastavam os habitantes da cidade e o número de turistas era ainda muito reduzido. Como resultado, as receitas eram muito inferiores às despesas, acumulando um grande défice e gerando problemas financeiros à concessionária, os serviços municipalizados de Braga, ameaçando mesmo a extinção do sistema dos eléctricos. Para tentar resolver este problema, foram reduzidas as tarifas, o que fez aumentar a procura por parte da população, gerando mais receitas e melhorando a situação económica dos serviços municipalizados.
O serviço tinha uma cadência de 10 minutos na linha um (com circulação simultânea de cinco carros) e de 15 minutos na dois.
Foi ainda projetada uma linha três, que ligaria o centro de Braga até à Vila de Prado. Tal nunca se veio a realizar, por em detrimento do elétrico ter sido escolhido o autocarro para esse trajecto. Houve ainda projectos de ligação de Braga a outras localidades, por elétrico, nomeadamente os que previam ligar o Elevador do Bom Jesus do Monte ao Sameiro, Braga a Barcelos e Braga a Ponte de Lima. Em 1 de Junho de 1921, a Gazeta dos Caminhos de Ferro noticiou que a câmara municipal de Braga tinha sido autorizada a construir e explorar, durante 73 anos, uma linha de eléctricos entre a estação ferroviária e a Ponte do Prado.
Além dos serviços de passageiros circulava regularmente transporte postal, em vagão fechado atrelado, entre a estação ferroviária e a Estação dos Correios.
Em 20 de Maio de 1923 (um domingo) o atrelado do elétrico que seguia para o Bom Jesus soltou-se, descendo desgovernado a encosta. Alguns passageiros em pânico saltaram da composição o que provocou oito vítimas mortais.
A rede de elétricos foi definitivamente encerrada em 22 de Maio de 1963, sendo substituída pelos tróleis de Braga. Alguns carris perduraram até aos anos oitenta do século XX.